# 지고는 못살아 (2003년 드라마)
《지고는 못살아》는 MBC에서 2003년 2월 7일에 방영된 베스트극장이다.

## 줄거리
주보는 지고는 못사는 성격인데 그의 심기를 건드리는 사람이 있으니 바로 옆집에 사는 구용이다. 구용은 주보를 꼼짝 못하게 만들기 위해 치명적인 약점을 집요하게 파고든다. 주보는 성공한 아들이 있지만 명절을 외로이 보낸다. 동네 최대의 축제인 대보름 큰잔치에 대한 마을회의가 열리고, 구용은 주보의 약점을 건드리며 맞붙는다. 주보는 이번 대보름에는 아들 내외도 올 거라며 큰소리친다.

## 등장 인물

### 주요 인물
- 최종원 : 박주보 역
- 김성겸 : 구용 역
- 김수민 : 박지오 역 - 주보의 손자
- 조현식 : 순식 역 - 구용의 손자

### 그 외 인물
- 김지영
- 박종설
- 오현섭
- 이승형
- 김여랑